# Jacques Haeko
Jacques Haeko (23 de abril de 1984) es un futbolista neocaledonio que juega como delantero en el AS Lossi de la Superliga de Nueva Caledonia.

## Carrera
Desde 2008 juega en el AS Lossi.

### Clubes
| Club     | País            | Año             |
| -------- | --------------- | --------------- |
| AS Lossi | Nueva Caledonia | 2008 - Presente |

### Selección nacional
A pesar de haber jugado un puñado de partidos para Nueva Caledonia, fue convocado para la Copa de las Naciones de la OFC 2012, competición en la que jugó 3 partidos y convirtió 6 goles, consagrándose goleador de la competencia.